# Сара Джанет Маас
Сара Джанет Маас (англ. Sarah Janet Maas, нар. 5 березня 1986, Нью-Йорк) — американська письменниця в жанрі фентезі. Стала відомою завдяки циклу «Двір шипів та троянд» та «Трон зі скла».  Багаторазова лауреатка премії «Goodreads Choice Award». 

## Біографія
Сара Дж. Маас народилася 5 березня 1986 року у Нью-Йорку, штат Нью-Йорк.
В 2008 році Маас здобула звання магістратура коледжу Гамільтон у Клінтоні, графство Онеїда, штат Нью-Йорк за фахом «письменницька майстерність» та «Релігієзнавство». Після навчання переїхала до Каліфорнії.
Почала працювати над першим романам (Throne of Glass), коли їй було шістнадцять років. Написавши декілька глав, вона опублікувала їх на сайті для починаючих письменників. Цей роман швидко знайшов популярність і через деякий час зайняв перше місце на цьому сайті. Несподіваний успіх підштовхнув Сару Маас зайнятися пошуками видавця. У 2012 році книга вийшла в друк. На запитання, що надихнуло її на створення історії про дівчину-асасина, Сара Маас відповідає: «Пригоди Селени Сардотін — це свого роду переосмислення класичної казки про Попелюшку. Що, якби вона була вбивцею і приїхала на бал не танцювати з принцом, а вбити його?.»
Маас живе в Пенсільванії зі своїм чоловіком Джошем, сином Тараном та собакою Енні. Її син народився в червні 2018 року. Зі своїм майбутнім чоловіком Сара познайомилася в перший же день навчання в коледжі Гамільтона (який вона закінчила з відзнакою).

### Трон зі скла[7]
- Трон зі скла (2012)
- Корона опівночі (2013)
- Спадкоємиця вогню(2014)
- Королева тіней (2015)
- Імперія штормів (2016)
- Вежа Світанку (2017)
- Королівство попелу (2018)
- Клинок вбивці (2014) приквел до серії

### Двір шипів та троянд[8]
- Двір шипів і троянд (2015)
- Двір мороку і гніву (2016)
- Двір крил і руїн (2017)
- Двір холоду і зоряного світла (2018)
- Двір срібного полум'я (2021)[9]

### Місто Півмісяця[10]
- Дім Землі та Крові (2021)
- Дім Неба і Подиху (2022)
- Дім Полум'я та Тіні (2024)

## Переклади українською
- Двір шипів і троянд: роман / Сара Дж. Маас; [пер з англ. Олена Ларікова] — Харків: Віват, 2021. — 560 с. ISBN 9789669821331[11]
- Двір мороку і гніву: роман / Сара Дж. Маас; [пер з англ. Єва Ніколаєва] — Харків: Віват, 2021. — 736 c. ISBN 9789669822758[12]
- Двір крил і руїн: роман / Сара Дж. Маас; [пер з англ. Тетяна Іванова] — Харків: Віват, 2021. — 768 с. ISBN 9789669824042[13]
- Трон зі скла: роман / Сара Дж. Маас; [пер з англ. Дарина Березіна] — Харків: Віват, 2021. — 544 с. ISBN 9789669824158[14]
- Корона опівночі: роман / Сара Дж. Маас; [пер з англ. Дарина Березіна] — Харків: Віват, 2021. — 528 с. ISBN 9789669825247[15]
- Двір холоду і зоряного сяйва: роман / Сара Дж. Маас; [пер з англ. Т. Іванової] — Харків: Віват, 2023. — 256 с. —(Серія «Художня література») ISBN : 9789669829450
- Місто Півмісяця. Книга 1. Дім Землі та Крові: роман / Сара Дж. Маас; [пер з англ. Юлії Підгорноїї] — Київ: Артвидавництво «Небо», 2023. — 880 с. іл. —(Серія «Небомагія») ISBN : 9786177914555
- Місто Півмісяця. Книга 2. Дім Неба і Подиху: роман / Сара Дж. Маас